# Kościół św. Marii Magdaleny w Działoszynie
Kościół świętej Marii Magdaleny – rzymskokatolicki kościół parafialny należący do dekanatu Działoszyn archidiecezji częstochowskiej.
Świątynia została wybudowana w 1787 roku. Ufundowana została przez Stanisława Męcińskiego. Jest to budowla wzniesiona w stylu późnobarokowym i orientowana. Składa się z prostokątnej nawy oraz węższego prezbiterium zamkniętego ścianą prostą. Przy prezbiterium od strony północnej znajduje się zakrystia, natomiast od strony południowej składzik. Pod chórem jest umieszczona kruchta, a po jej lewej i prawej stronie znajdują się 2 symetryczne pomieszczenia. Faliście wygięta fasada jest podzielona zdwojonymi pilastrami. Górna jej kondygnacja jest zwieńczona trójkątnym szczytem. Budowla nakryta jest dachem dwuspadowym. We wnętrzu kościoła znajduje się pięć ołtarzy w stylu późnobarokowym, pochodzących z tego samego czasu co świątynia. Należą do nich: główny - Znalezienia Krzyża Świętego, boczne - Najświętszego Serca Matki Bożej, Marii Magdaleny, św. Antoniego, Matki Boskiej Częstochowskiej. Z końca ]XVIII wieku pochodzi również ambona.

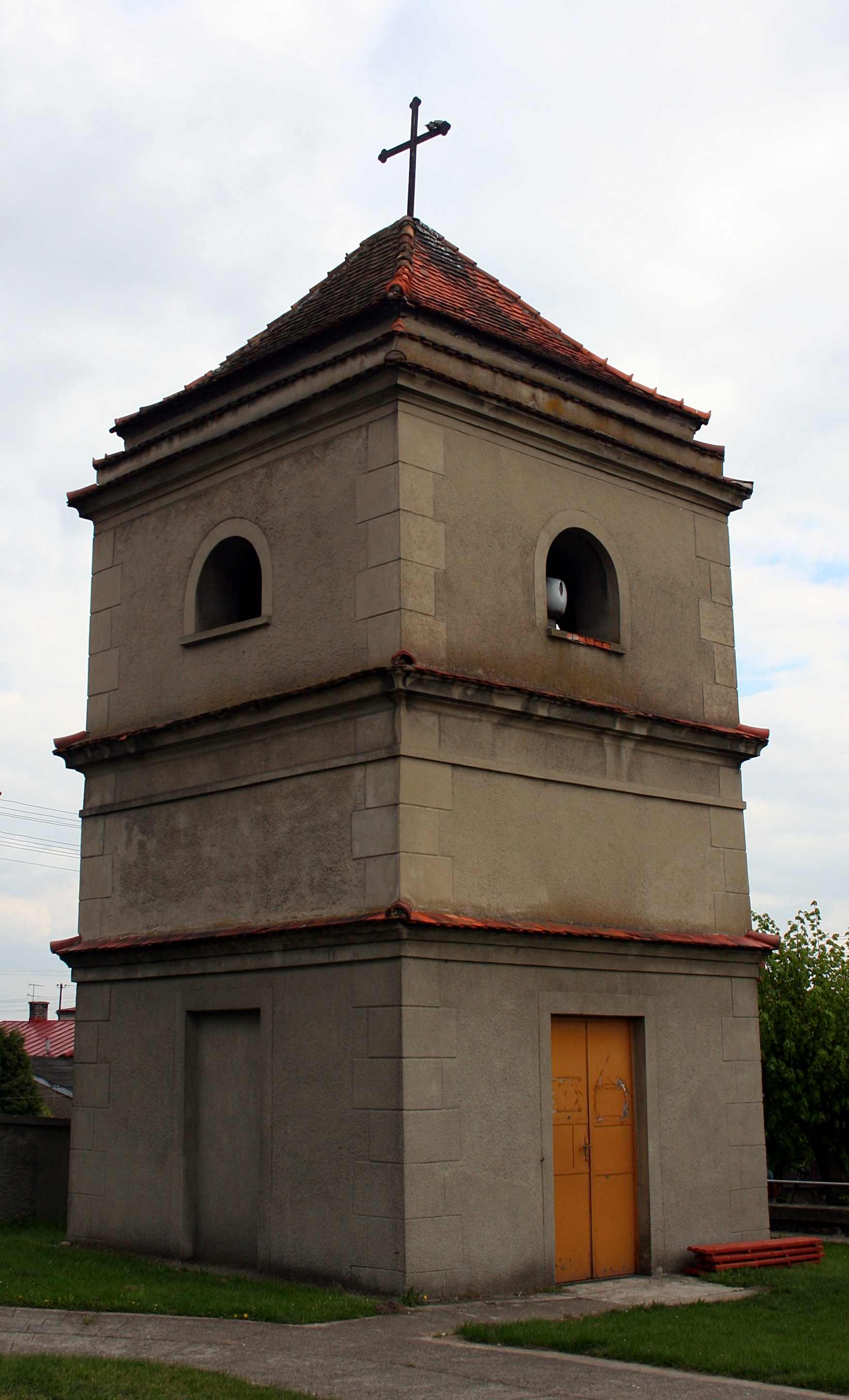
Dzwonnica

W XIX wieku kościół został zniszczony pożarami. W czasie II wojny światowej, w październiku 1941 roku hitlerowcy zamienili świątynię na magazyn zboża i amunicji, a później na hotel robotniczy oraz punkt etapowy dla wywożonych Żydów. Kościół został obrabowany, również z blachy nakrywającej dach i został zniszczony, po wojnie został odrestaurowany dzięki staraniom księdza Wincentego Kowalczyka. Uroczyście został poświęcony przez biskupa Stanisława Czajkę w dniu 18 października 1959 roku.